# Quasar Jumeau
Le Quasar Jumeau (aussi appelé Double Quasar, ou Q0957+561 ou QSO 0957+561), est le premier objet identifié grâce à l'effet de lentille gravitationnelle. Il est situé dans la constellation de la Grande Ourse et consiste en une double image (QSO 0957+561 A et B) du même quasar induite par l'effet d'une lentille gravitationnelle (une galaxie) située entre le quasar et l'observateur sur Terre. Le Quasar Jumeau se situe à une distance de 8,7 milliards d'années-lumière (redshift=1,41), alors que la galaxie lentille est à 3,7 milliards d'années-lumière (redshift de 0,355).

## Caractéristiques
Les deux images du quasar sont séparées par 6 secondes d'arc, et ont une magnitude apparente de 17 et 16,7 pour les composants A et B respectivement. Le temps d'arrivée de la lumière provenant du quasar est différent selon qu'elle prend le chemin qui produit l'image A ou B. Pour le Quasar Jumeau, il y a 417 ± 3 jours de décalage entre les deux images. La galaxie lentille YGKOW G1, (parfois appelé G1 ou Q0957+561 G1), est une galaxie elliptique géante de type cD se trouvant  dans un amas de galaxies qui contribuent également à l'effet de lentille.

## Controverses
Une observation de microlentille gravitationnelle faite par R. E. Schild (en) dans le lobe A a conduit à l'hypothèse controversée qu'il y a une planète de trois masses terrestres dans la galaxie en question. L'idée ne peut pas être confirmée car l'alignement qui permit la découverte ne se reproduira jamais. Si elle était néanmoins confirmée d'une autre manière, cela pourrait être la planète la plus distante que l'on connaisse.
Schild annonça la découverte qui suggère que le cœur de Q0957+561 n'est pas un trou noir supermassif, comme c'est probablement le cas pour tous les quasars. L'équipe de Schild au Harvard-Smithsonian Center for Astrophysics a trouvé que les jets étaient à 8000 unité astronomiques des étoiles du centre, dans une région de près de 1000 UA, et que ce "quasar a l'air d'être dominé par un champ magnétique ancré intérieurement à son objet compact supermassif, central et en rotation"[réf. nécessaire]. Notons qu'un champ magnétique est la résultante d'un déplacement de charges électriques comme des électrons et/ou des protons, qui produisent donc des courants électriques. Autant il peut y avoir des courants à la surface des étoiles à neutrons et des pulsars, autant cela n'est pas possible pour un objet sans "surface" tel qu'un trou noir. Par contre le champ magnétique pourrait logiquement être ancré dans le disque d'accrétion qui ceinture le centre du quasar. Le disque d'accrétion finit à 2000 UA du centre, et le bord interne est intensivement radioactif. Il y a aussi un débit conique important provenant du disque d'accrétion, qui brille dans la structure d'Elvis (voir Martin Elvis)[réf. nécessaire].